# Los impetuosos
Los impetuosos (titulada originalmente en inglés The Lively Set) es una película del año 1964, dirigida por Jack Arnold y protagonizada por James Darren, Pamela Tiffin, Doug McClure y Joanie Sommers. La película tiene un guion de William Alland y Mel Goldberg.
Trata sobre un mecánico que ha desarrollado un automóvil propulsado mediante un motor de turbina, los fallos que encuentra en él para competir y su abandono por un vehículo con motor convencional. Sin embargo, los fallos son corregidos por su ayudante y ambos compiten en una carrera de resistencia. La película fue nominada a los Premios Óscar en la categoría de mejores efectos sonoros, pero perdió frente a James Bond contra Goldfinger.